# Bad Taste Records
Bad Taste Records és una segell discogràfic radicat a la ciutat de Lund, a Suècia.
Bad Taste Records va ser una de les primeres discogràfiques a promoure l'escena hardcore punk sueca a principis de 1990, juntament amb el segell Burning Heart Records. El nom del segell és un homenatge a la pel·lícula Bad Taste de Peter Jackson.
La primera referència discogràfica fou l'EP Skate To Hell del grup de hardcore melòdic Satanic Surfers l'any 1994. Durant un parell d'anys, van treballar juntament amb la botiga de discos Love Your Records.
En l'actualitat, Bad Taste Records ha diversificat el seu catàleg obrint-se a altres gèneres musicals com el rock i el rap.

## Grups
Grups que han publicat amb el segell Bad Taste Records:
- 88 Fingers Louie
- All Systems Go!
- Astream
- Chixdiggit
- Danko Jones
- Hard-Ons
- Intensity
- Joey Cape
- Langhorns
- Last Days of April
- Looptroop
- Misconduct
- Pridebowl
- Sahara Hotnights
- Satanic Surfers
- Svenska Akademien
- Ten Foot Pole
- The Almighty Trigger Happy
- Quit Your Dayjob
- Venerea
- Within Reach